# Gymnophora browni
Gymnophora browni är en tvåvingeart som beskrevs av Liu 2001. Gymnophora browni ingår i släktet Gymnophora och familjen puckelflugor. Inga underarter finns listade i Catalogue of Life.